# Procraerus
Procraerus là một chi bọ cánh cứng trong họ 
Elateridae.
Chi này được miêu tả khoa học năm 1905 bởi Reitter.

## Các loài
Các loài trong chi này gồm:
- Procraerus agriotides Schimmel, 2003
- Procraerus angustus Schimmel, 2003
- Procraerus assamensis Schimmel, 2003
- Procraerus assimulatius Schimmel, 2003
- Procraerus auricollis Schimmel, 1999
- Procraerus babai Kishii, 1989
- Procraerus baguioensis Schimmel, 1999
- Procraerus barriesi Schimmel, 1999
- Procraerus basilanensis Schimmel, 1999
- Procraerus basilaris Kishii, 1991
- Procraerus becvari Schimmel, 2003
- Procraerus bhutanensis Schimmel, 1999
- Procraerus bicolor Platia & Gudenzi, 2002
- Procraerus bispicatus Schimmel, 2003
- Procraerus bocakorum Schimmel, 1999
- Procraerus bogorensis Schimmel, 1999
- Procraerus brancuccii Schimmel, 1999
- Procraerus brastagiensis Schimmel, 1999
- Procraerus brechti Schimmel, 1999
- Procraerus buehleri Schimmel, 1999
- Procraerus burmensis Schimmel, 1999
- Procraerus canaliculatus Schimmel, 1999
- Procraerus candezi Schimmel, 1999
- Procraerus cariniceps (Lewis, 1894)
- Procraerus carinifrons (Desbrochers des Loges, 1875)
- Procraerus catei Schimmel, 1999
- Procraerus claudiae Schimmel, 1999
- Procraerus clausi Schimmel, 1999
- Procraerus colonicus (Fleutiaux, 1928)
- Procraerus coolsi Schimmel, 1999
- Procraerus coomani (Fleutiaux, 1940)
- Procraerus corpusculus Schimmel, 2003
- Procraerus crassicollis Schimmel, 1998
- Procraerus cretensis Platia & Gudenzi, 1996
- Procraerus cuneatus Schimmel, 2003
- Procraerus deletus (Candèze, 1900)
- Procraerus dembickyi Schimmel, 1999
- Procraerus difficilitus Schimmel, 2003
- Procraerus dohertyi Schimmel, 1998
- Procraerus duliki Schimmel, 2003
- Procraerus duporti (Fleutiaux, 1918)
- Procraerus flavoapicatus Schimmel, 1999
- Procraerus flavocorpusculus Schimmel, 1999
- Procraerus flavosignatus Schimmel, 1998
- Procraerus flavus Schimmel, 1999
- Procraerus forestieroi Schimmel, 1999
- Procraerus foveatus Schimmel, 1999
- Procraerus fruhstorferi Schimmel, 2003
- Procraerus gabrielae Schimmel, 2003
- Procraerus girardi Schimmel, 1999
- Procraerus gracilicornis Schimmel, 1999
- Procraerus helvolus (Candèze, 1873)
- Procraerus horaki Schimmel, 1999
- Procraerus hoshidatensis Ôhira, 1968
- Procraerus jaechi Schimmel, 1999
- Procraerus jankei Schimmel, 2003
- Procraerus javanensis Schimmel, 1999
- Procraerus jurciceki Schimmel, 1999
- Procraerus kannegieteri Schimmel, 1999
- Procraerus kathmandulis (Ôhira & Becker, 1974)
- Procraerus ketambensis Schimmel, 1999
- Procraerus knieperti Schimmel, 1997
- Procraerus koshunensis (Miwa, 1929)
- Procraerus krali Schimmel, 2003
- Procraerus kubani Schimmel, 2003
- Procraerus kunzmanni Schimmel, 1999
- Procraerus levantinus Platia & Gudenzi, 2007
- Procraerus ligatus (Candèze, 1878)
- Procraerus majeri Schimmel, 1999
- Procraerus malus Fleutiaux, 1928
- Procraerus mangolensis Schimmel, 1999
- Procraerus martini Schimmel, 1999
- Procraerus minutus (Fleutiaux, 1928)
- Procraerus miscellaneus Schimmel, 2003
- Procraerus moraveci Schimmel, 1999
- Procraerus nagaoi Ôhira, 1968
- Procraerus nepalensis Ôhira & Becker, 1974
- Procraerus nigroapicalis Schimmel, 2003
- Procraerus novakorum Schimmel, 1999
- Procraerus obscuricornis (Fleutiaux, 1918)
- Procraerus opacofulvus (Reitter, 1898)
- Procraerus pacholatkoi Schimmel, 1999
- Procraerus parallelicollis Schimmel, 1999
- Procraerus parallelus Schimmel, 2003
- Procraerus planus Schimmel, 2003
- Procraerus preussi Schimmel, 1997
- Procraerus pseudomaculatus Schimmel, 2003
- Procraerus pseudorufus Schimmel, 2003
- Procraerus puberusus (Montrouzier, 1860)
- Procraerus raffrayi Schimmel, 1999
- Procraerus riesei Schimmel, 1999
- Procraerus rimosipennis Schimmel, 2003
- Procraerus rougemonti Schimmel, 2003
- Procraerus rubricatus Schimmel, 1999
- Procraerus rubricollis Schimmel, 1998
- Procraerus rufus Schimmel, 1999
- Procraerus samarensis Schimmel, 1999
- Procraerus satoi Ôhira, 2003
- Procraerus sauteri Schimmel, 1999
- Procraerus semperi Schimmel, 1999
- Procraerus shibatai Kishii, 1969
- Procraerus sinensis Schimmel, 1999
- Procraerus singularis Schimmel, 1999
- Procraerus siniaevi Schimmel, 1999
- Procraerus sonami (Miwa, 1929)
- Procraerus speciosus Schimmel, 2003
- Procraerus stapfi Schimmel, 1997
- Procraerus stepanovi Khnzoryan, 1962
- Procraerus strbai Schimmel, 1999
- Procraerus subligatus Schimmel, 1999
- Procraerus subrubeus Schimmel, 2003
- Procraerus sucineus Schimmel, 2003
- Procraerus sumbaensis Schimmel, 1999
- Procraerus suturalis (Matsumura, 1910)
- Procraerus sylviae Schimmel, 1999
- Procraerus tenasserimensis Schimmel, 1999
- Procraerus tibialis (Lacordaire, 1835)
- Procraerus transgressus Schimmel, 2003
- Procraerus triangulum Schimmel, 1999
- Procraerus tsutsuii Nakane & Kishii, 1955
- Procraerus uhligi Schimmel, 1999
- Procraerus variatus Schimmel, 2003
- Procraerus variegatus (Candèze, 1878)
- Procraerus vietnamensis Schimmel, 2003
- Procraerus watanabei Ôhira, 1960
- Procraerus weissi Schimmel, 2003
- Procraerus werneri Schimmel, 2003
- Procraerus wittmeri Schimmel, 1999
- Procraerus yagii Kishii, 1994